# Maciej Michniewicz
Maciej Michniewicz (ur. 28 września 1977 w Opolu) – polski piłkarz grający jako obrońca.
Swoją karierę rozpoczynał w sezonie 1995/1996 w Odrze Opole. Bronił tych barw do rundy jesiennej sezonu 2002/2003, kiedy to przeszedł do drugoligowych Tłoków Gorzyce. Spędził tam pół roku i przed sezonem 2003/2004 przeszedł do Polonii Warszawa, gdzie grał rok. Przed sezonem 2004/2005 podpisał kontrakt z Piastem Gliwice, który obowiązywał do końca sezonu 2009/2010. W Ekstraklasie rozegrał 75 meczów i zdobył jedną bramkę. Po sezonie 2009/2010 przeniósł się do III ligowego klubu Oderka Opole.